# Lipovac Krstinjski
Lipovac Krstinjski is een plaats in de gemeente Vojnić in de Kroatische provincie Karlovac. De plaats telt 8 inwoners (2001).